# Бородинское (станция)
Бороди́нское (фин. Sairala) — промежуточная железнодорожная станция Октябрьской железной дороги на 60,4 километре перегона Красный Сокол — Хийтола линии Выборг — Хийтола.

## Общие сведения
Станция территориально расположена в одноимённом посёлке Каменногорского городского поселения Выборгского района Ленинградской области. Станция находится на ручном управлении на линии с полуавтоблокировкой. Работой стрелочных постов станции управляет дежурный по станции, который, в свою очередь, выполняет команды поездного диспетчера.
Вокзальное здание и зал ожидания для пассажиров закрыты, билетная касса отсутствует. Билеты приобретаются в штабном вагоне у начальника поезда.

## История
Станция Sairala, как и весь участок Антреа — Сортавала, была открыта 01 ноября 1893 года. Решение о строительстве железной дороги Выборга — до Йоэнсуу было принято в 1888 году. Работы по строительству были начаты в 1890 году. На сооружении дороги в 1892 году работало 6000 человек.

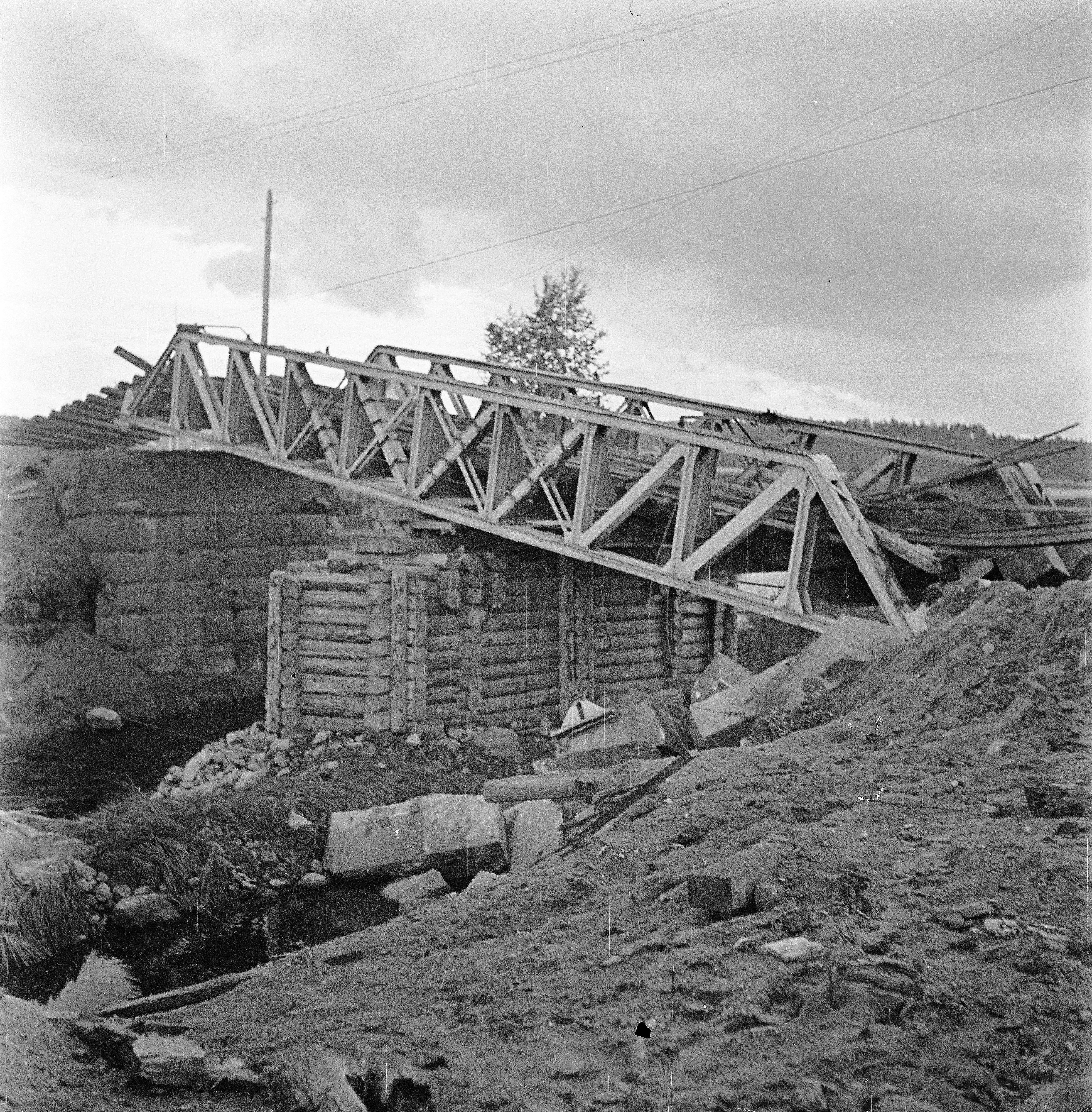
Взорванный советскими войсками мост через р. Новосёловка, 16.08.1941 г.

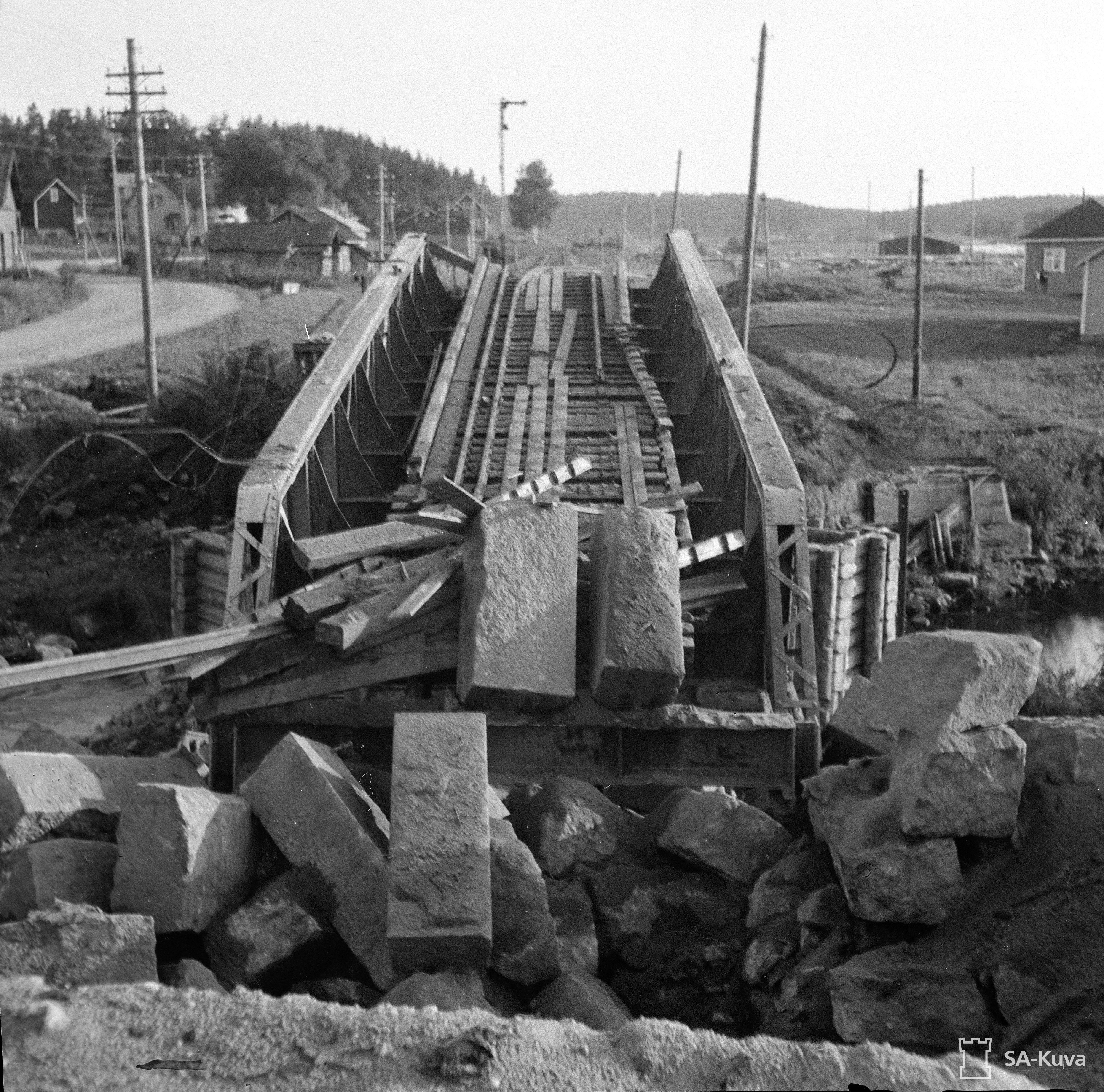
Взорванный советскими войсками мост через р. Новосёловка, 17.08.1941 г.

На 1923 год путевое развитие станции составляло 3 пути. Имелся также подъездной путь к гравийному карьеру длиной около 250 м. В 500 м от оси станции, сразу за мостом через реку Новосёловка, отходил полукилометровый подъездной путь на лесопилку, которая располагалась на берегу озера Torasjärvi (ныне Бородинское).

### В Великую Отечественную войну
31 июля 1941 года на Карельском перешейке начала наступление финская Юго-Восточная армия. Советские войска попытались нанести контрудар, но понесли большие потери и отошли на исходные рубежи. 6 августа финны продолжили наступление и к исходу 9 августа вышли в район Лахденпохья, Куркиёки и Хийтола к Ладоге.
Советским войскам пришлось покинуть станцию Сайрала, предварительно взорвав мост у южной горловины станции.

## Современное состояние

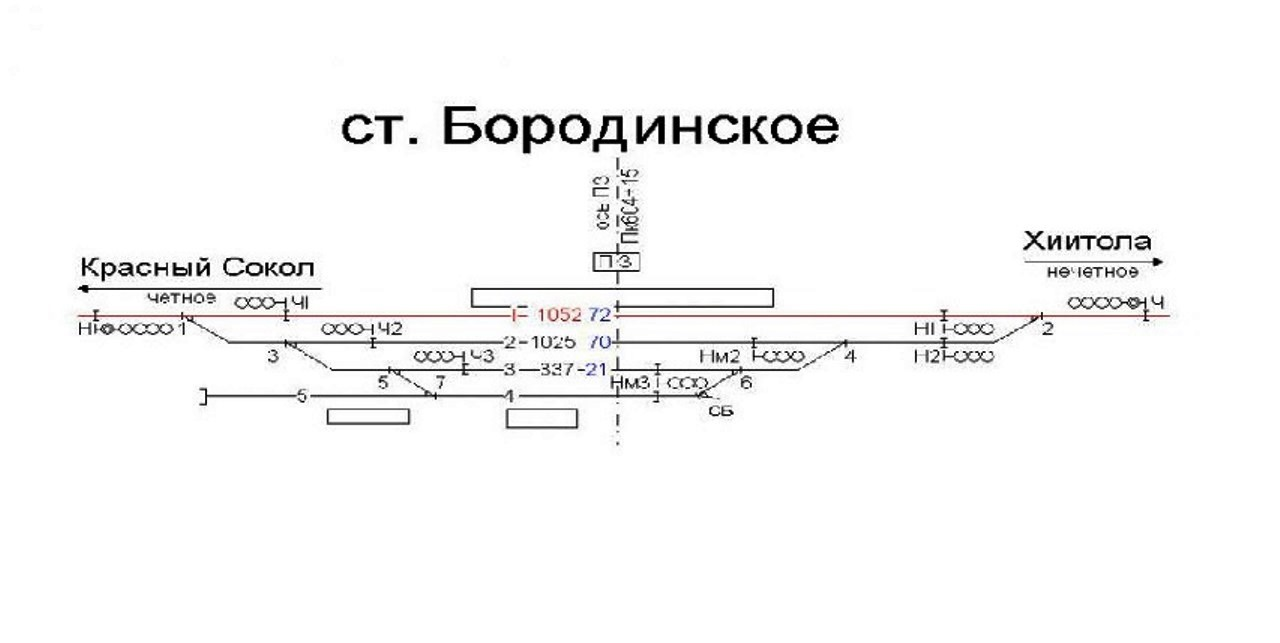
Схема путевого развития ст. Бородинское.

Во второй половине 2010-х годов на станции выложена новая, поверх старой финской, пассажирская платформа, установлен современный пассажирский павильон, а также новые информационные таблички с названием станции. Пассажирская платформа заканчивается старой финской высокой багажной платформой, возле которого видна площадка, от снесённого товарного пакгауза. Напротив здания финского вокзала, сохранившегося с момента открытия станции, расположена высокая финская грузовая платформа, которая до сих пор эксплуатируется. Ко второй, заброшенной, высокой грузовой платформе, находящейся в пятидесяти метрах от первой, рабочей, подъездной путь в запущенном состоянии. У обеих горловин станции расположены действующие стрелочные посты.
В 2019 году путевое развитие Бородинского составляло три станционных пути.
Пригородное движение по станции осуществляется двумя парами рельсовых автобусов РА-2 Выборг — Хийтола — Выборг.

## Название
В 1948 году состоялось массовое переименование населённых пунктов Ленинградской области. Переименование посёлка и станции Сайрала в Бородинское было утверждено Указом Президиума ВС РСФСР от 1 октября 1948 г.

## Галерея

Станция Бородинское
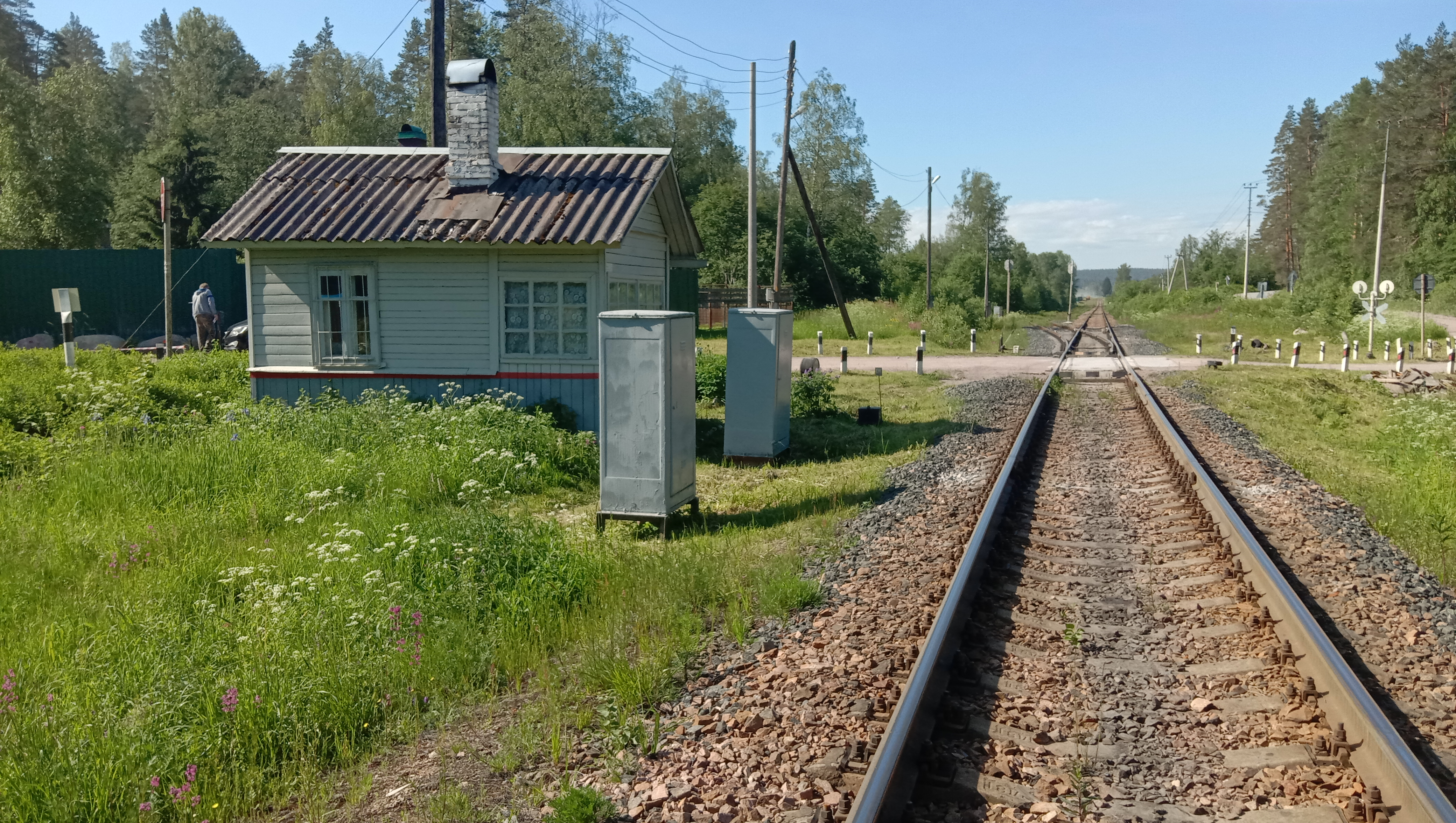
Стрелочный пост № 2.
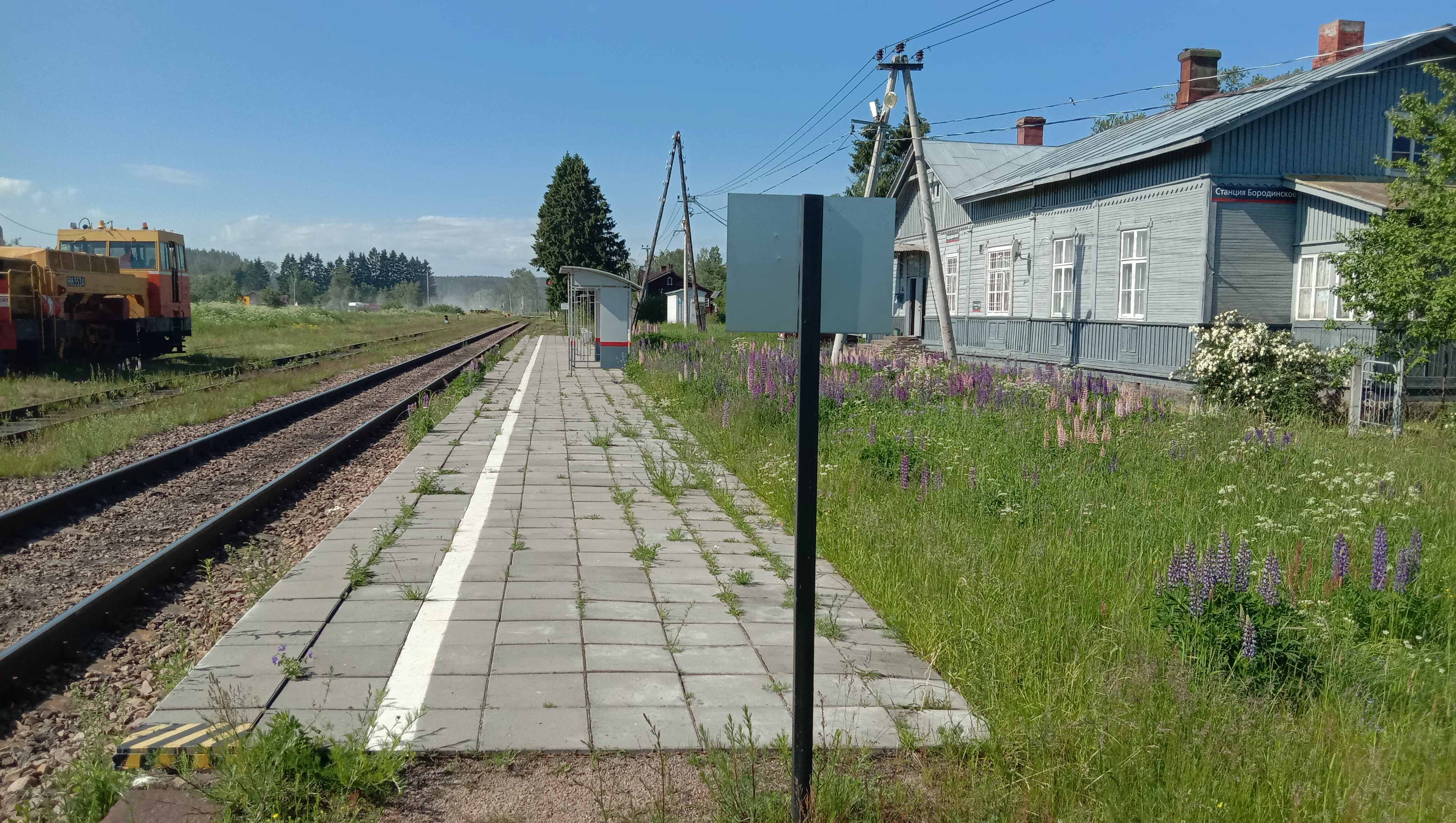
Вид в сторону ст. Красный Сокол.
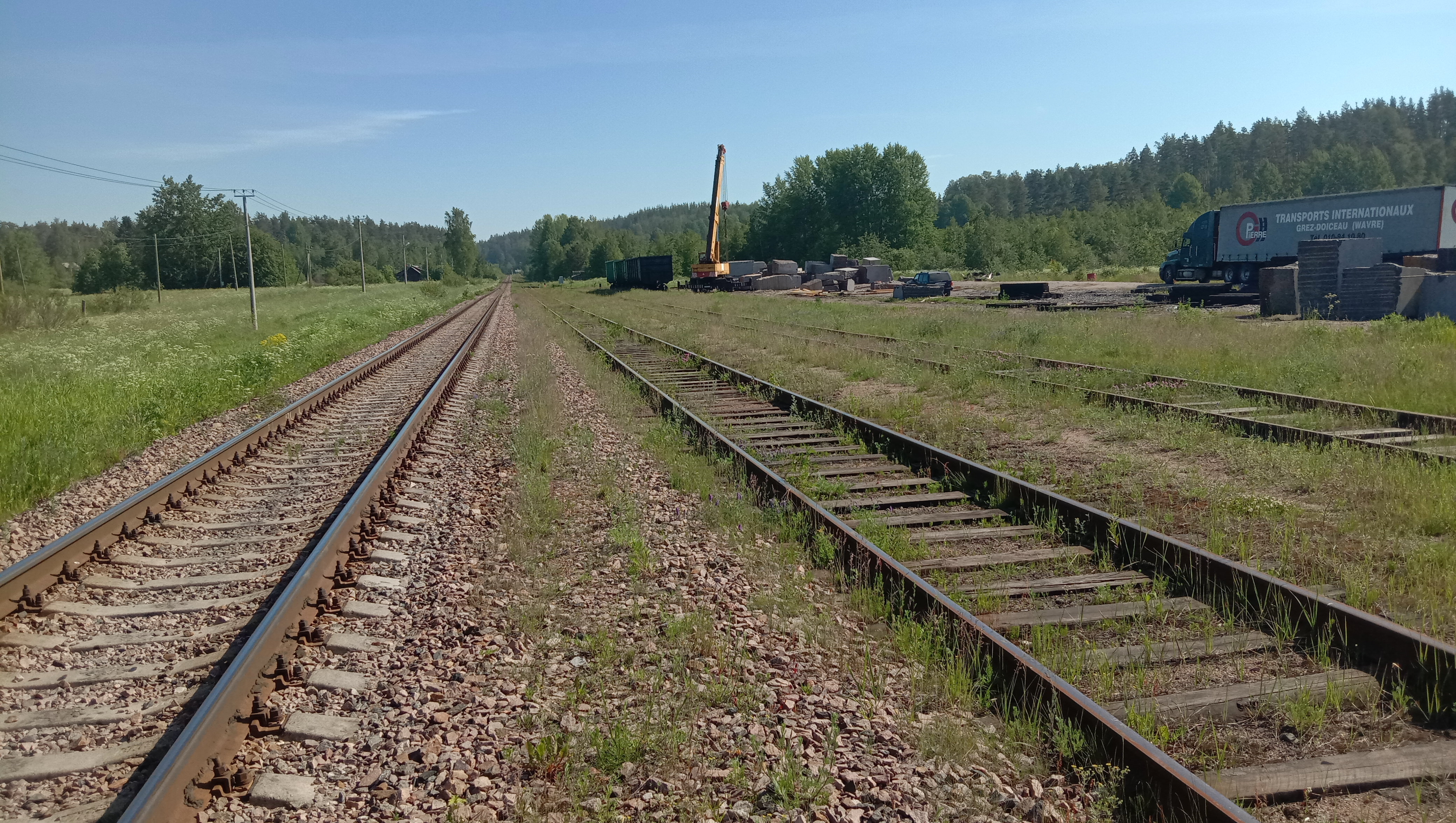
Пути станции в сторону ст. Хийтола.
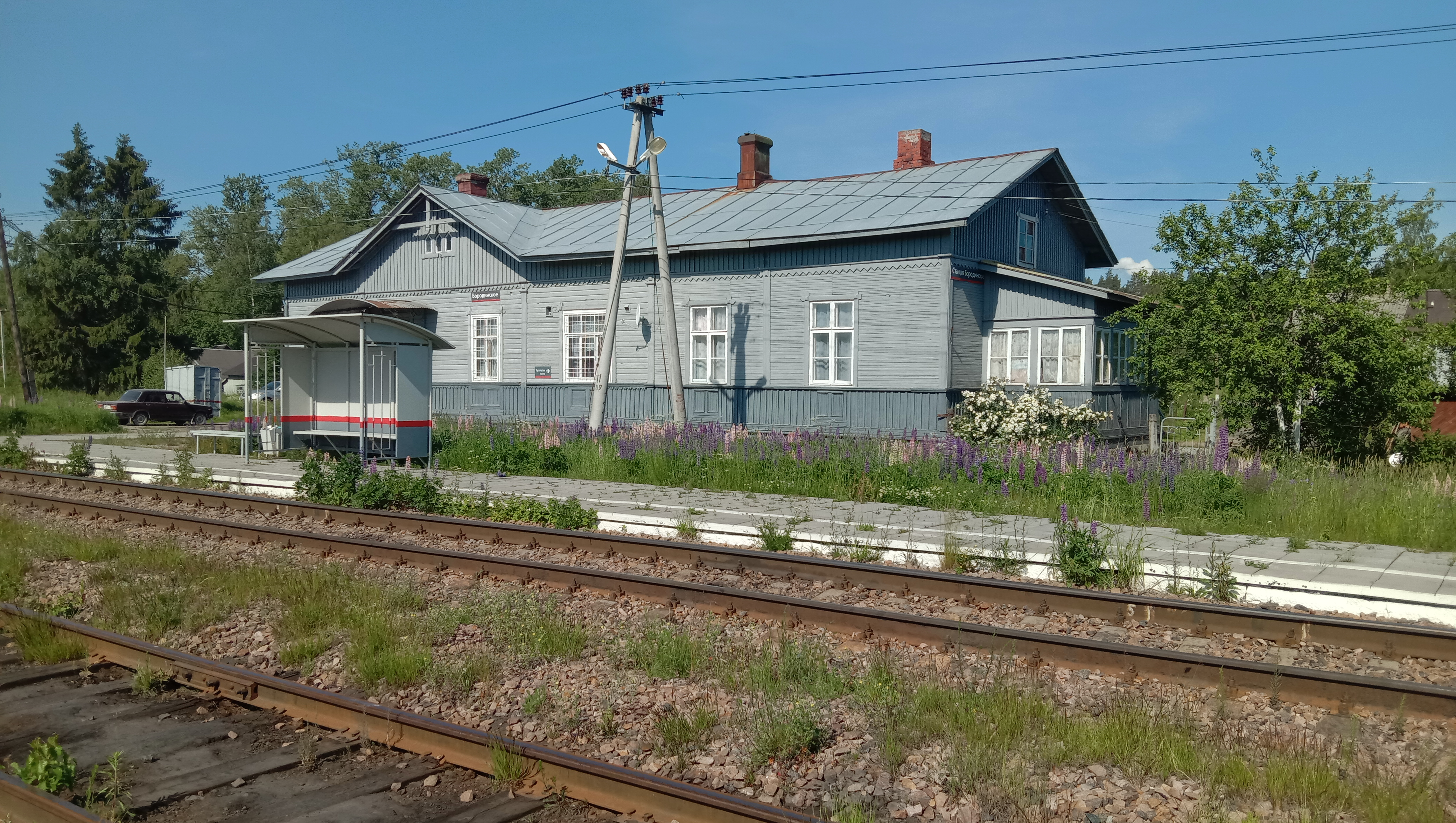
Вокзал.
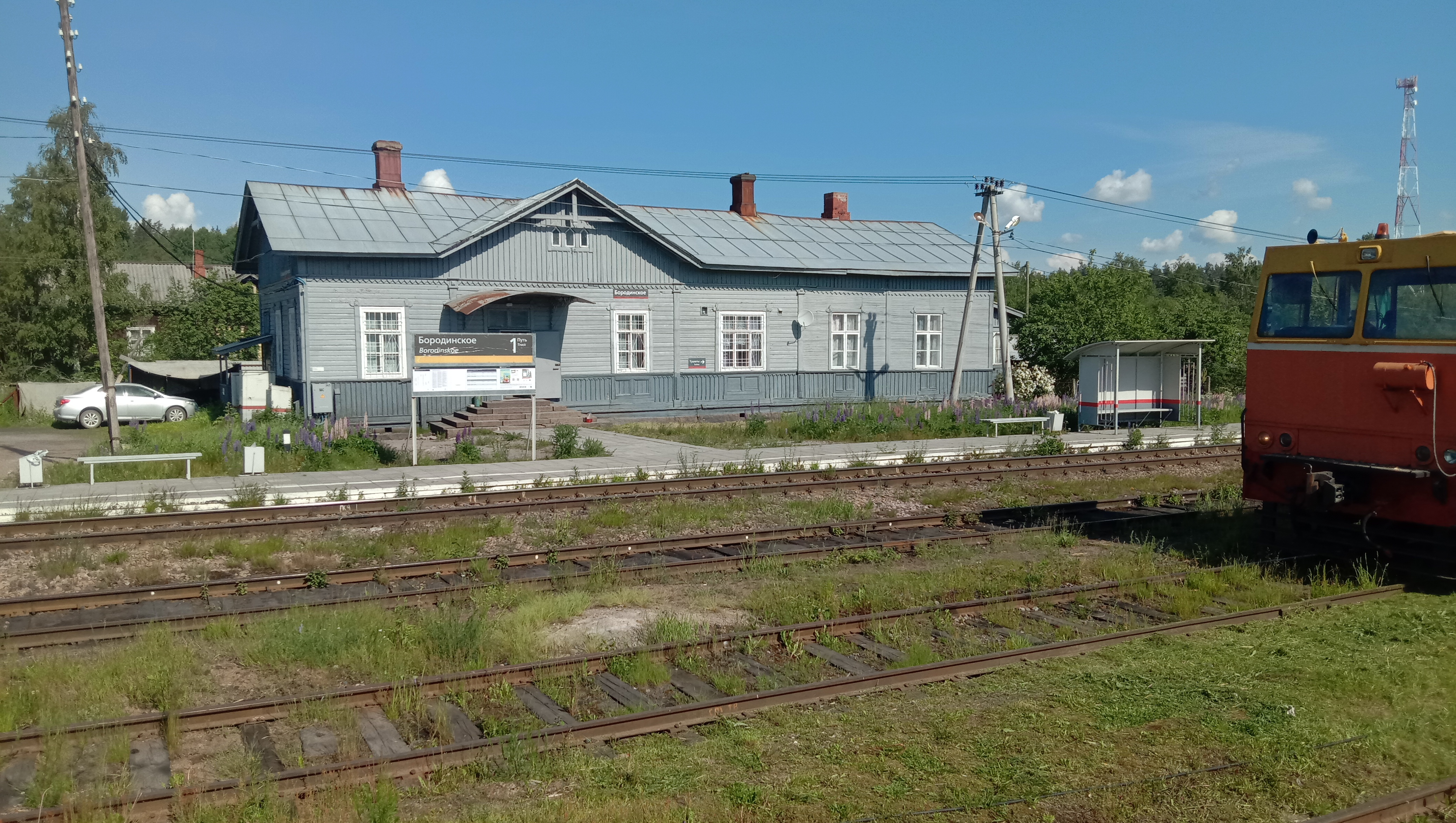
Вокзал.
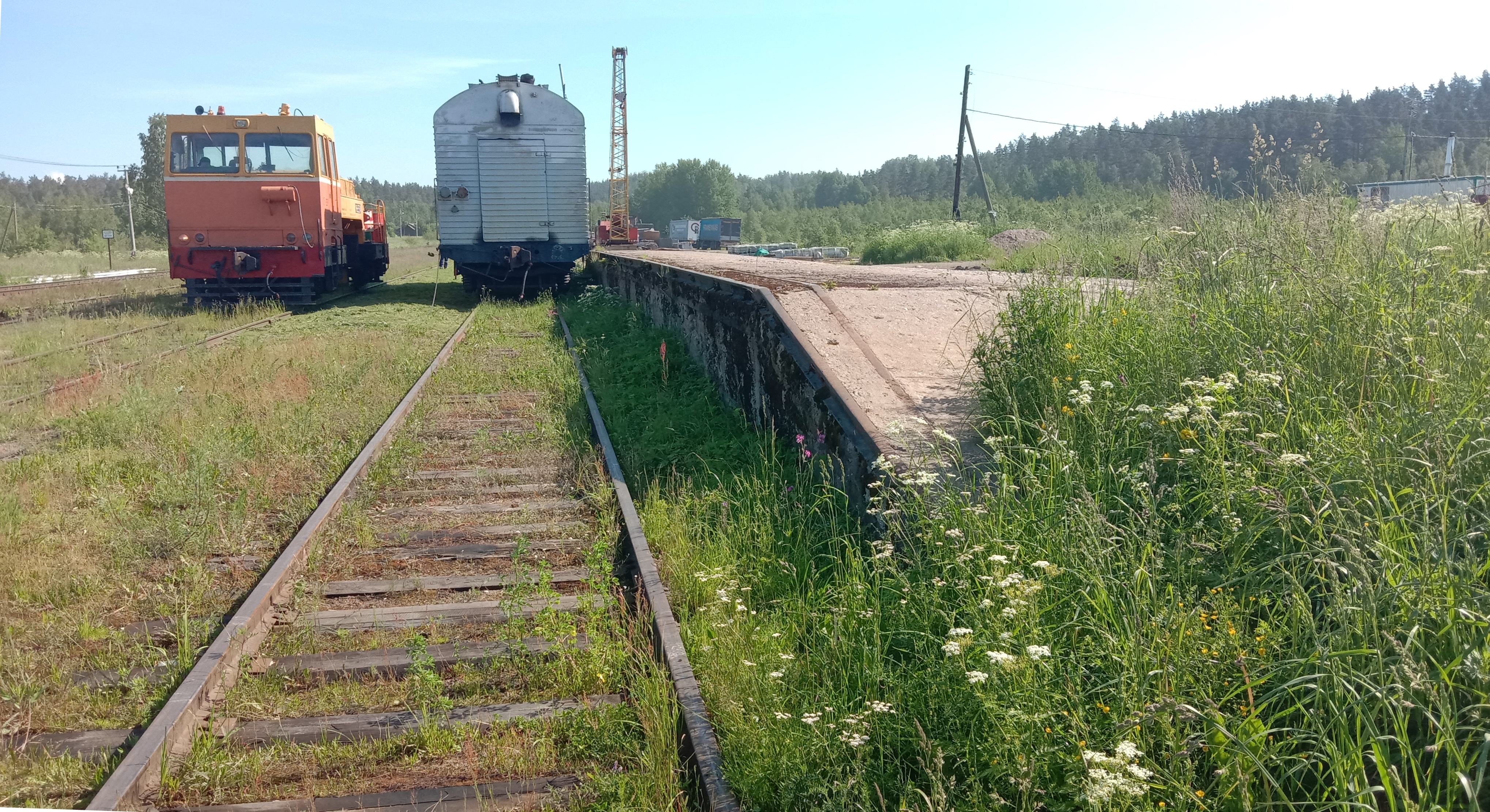
Первая грузовая платформа.
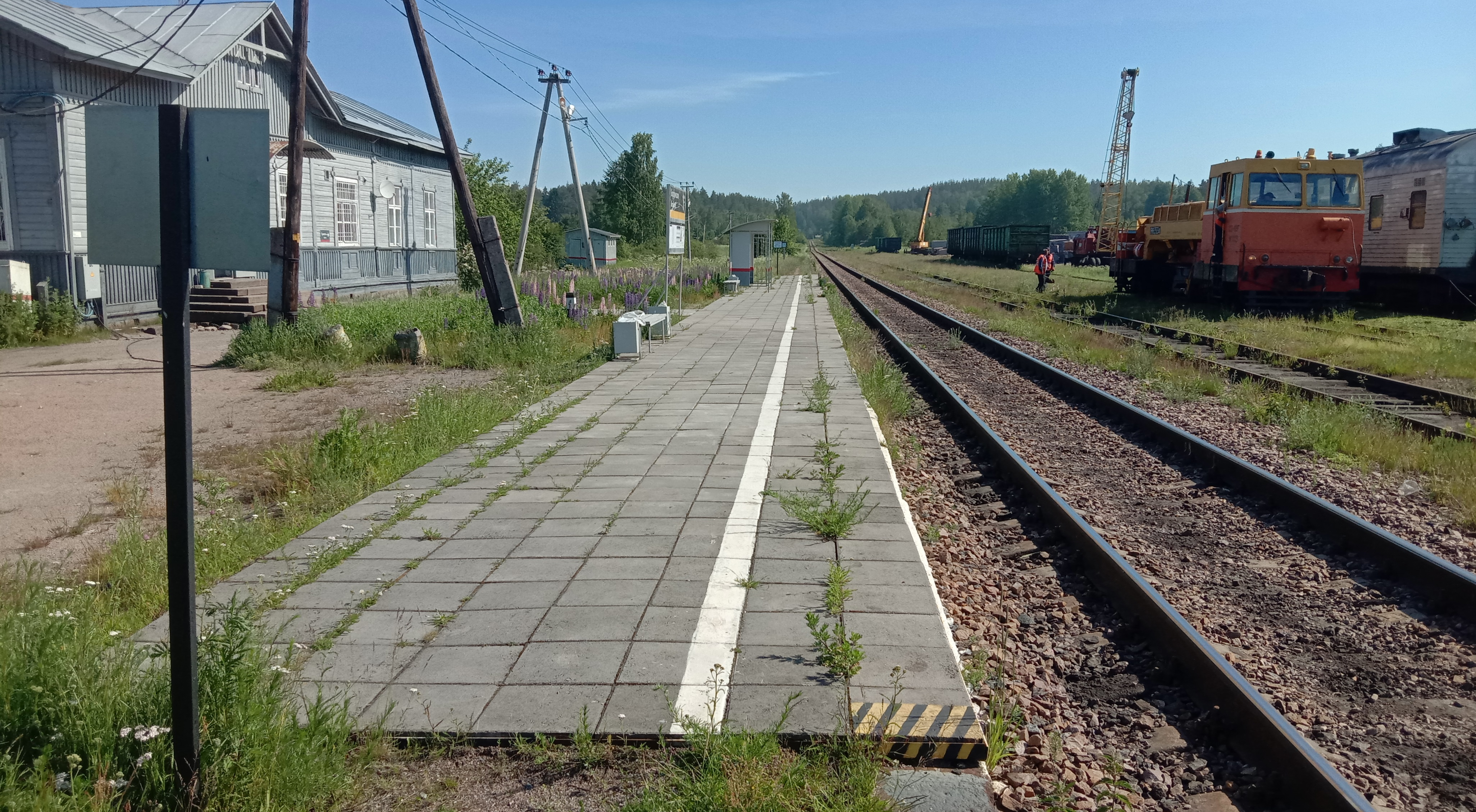
Вид в сторону ст. Хийтола.
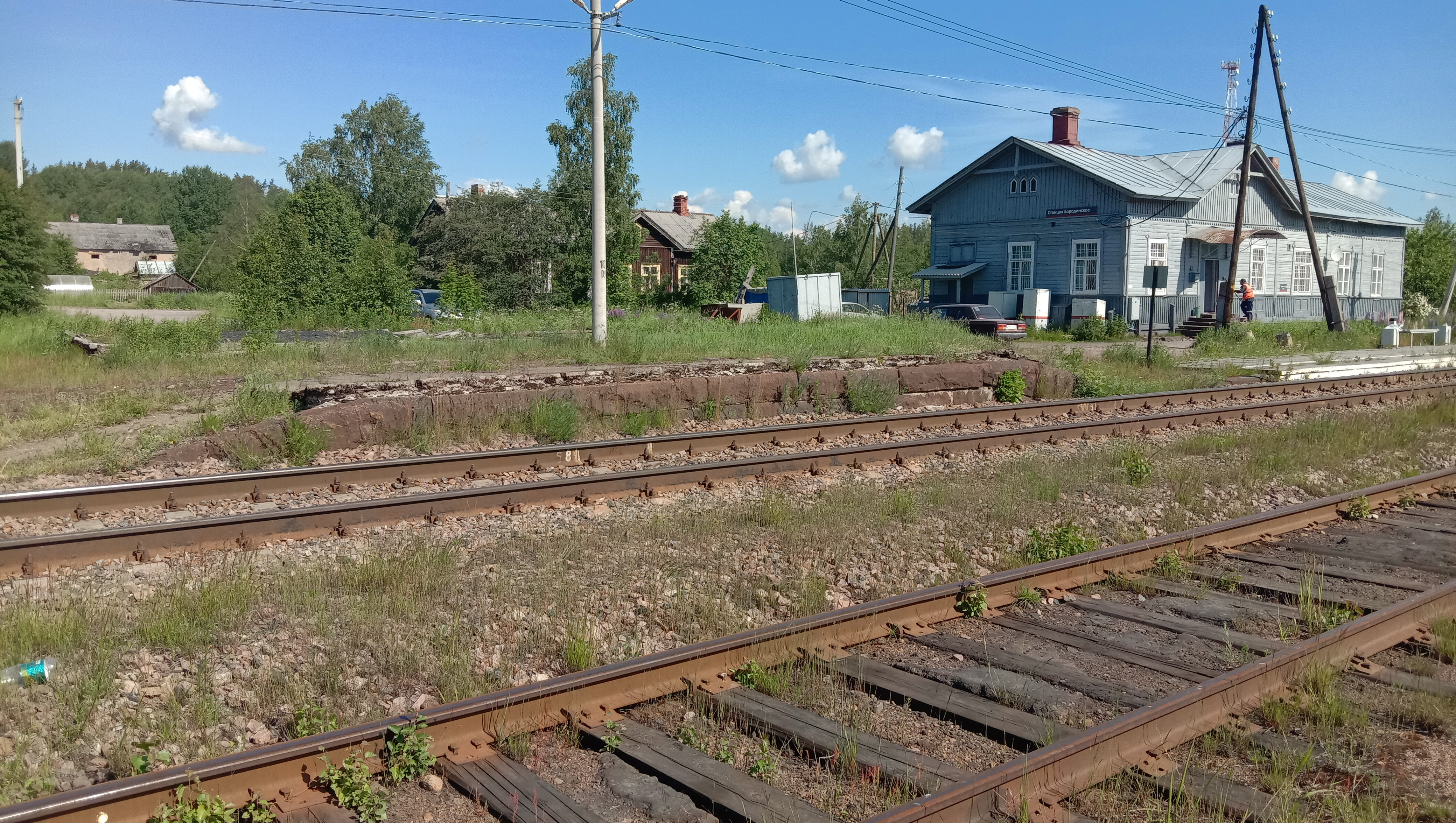
Панорама станции.
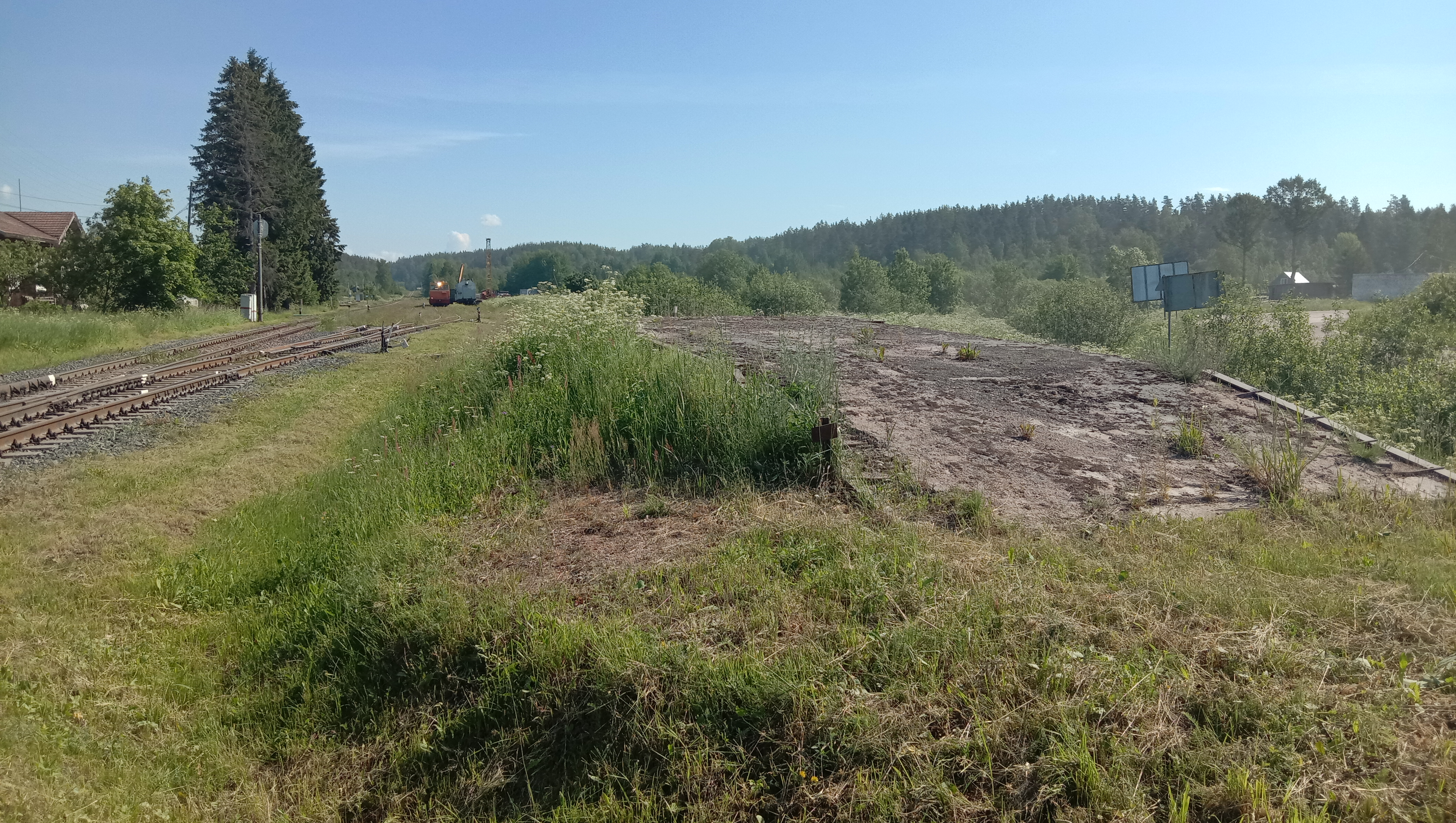
Вторая, недействующая грузовая платформа.
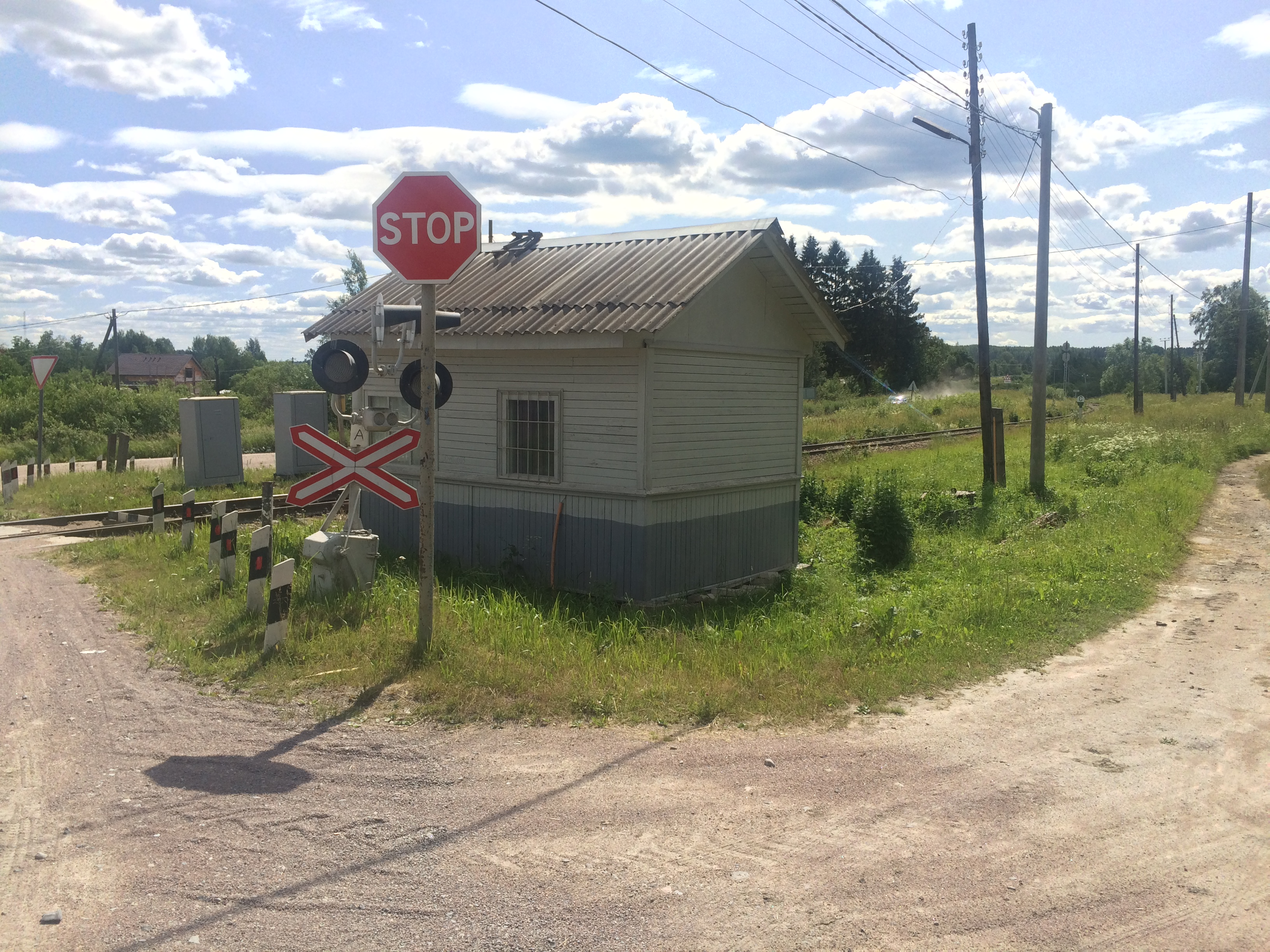
Стрелочный пост № 1.